# Канада (мыслитель)
Канада (санскр. कणाद IAST: Kaṇāda), также известный как Кашьяпа, Улука, Кананда и Канабхук — древний индийский естествоиспытатель и философ, основатель школы Вайшешика в индийской философии, которая представляет собой раннюю индийскую школу физики.
Считается, что он жил в период VI—II вв до н. э., о его жизни известно довольно мало. Его традиционное имя «Канада» означает «пожиратель атомов», и он известен разработкой основ атомистического подхода к физике и философии в трактате Вайшешика-сутра. Его текст также известен как Канада-сутра, или «Афоризмы Канады».
Школа, основанная Канадой, объясняет создание и существование вселенной, предлагая атомистическую теорию с применением логики и реализма, и является одной из самых ранних известных систематических реалистических онтологий в истории человечества. Канада предположил, что все можно разделить на части, но это разделение не может продолжаться вечно, и должны быть мельчайшие сущности (парману), которые нельзя разделить, которые вечны, которые объединяются различным образом, образуя сложные субстанции и предметы с уникальной идентичностью. Этот процесс включает в себя тепло, и это основа всего материального существования. Он использовал эти идеи в сочетании с концепцией Атмана (дух, Я) для разработки не-теистических средств мокши. Если смотреть через призму физики, его идеи подразумевают четкую роль наблюдателя как независимого от изучаемой системы. Идеи Канады оказали влияние на другие школы индуизма, и за свою историю стали тесно связаны со школой индусской философии Ньяя.
Система Канады говорит о шести свойствах (падартха), которые можно назвать и познать. Он утверждает, что этого достаточно, чтобы описать все во Вселенной, включая наблюдателей. К этим шести категориям относятся дравья (субстанция), гуна (качество), карман (движение), саманья (время), вишеша (особенность) и самавая (принадлежность). Существует девять классов субстанций (дравья), некоторые из которых являются атомарными, некоторые не-атомарными, а другие являются вездесущими. Идеи Канады охватывают широкий спектр областей, и они повлияли не только на философов, но, возможно, и на ученых в других областях, таких как Чарака, автора медицинского трактата Чарака-самхита.

## Датирование
Временной период, в котором жил Канада, остается неясен и является предметом долгих споров. В своем обзоре 1961 года Рипе утверждает, что Канада жил в III—II вв до н. э., но убедительных доказательств и более точной датировки привести не представляется возможным.
В Вайшешика-сутре упоминаются конкурирующие школы индийской философии, такие как Санкхья и Миманса, но не упоминается буддизм, что привело ученых в более поздних публикациях к изменению датирования на VI века до н.э. Рукопись Вайшешика-сутры дошла до наших дней в нескольких версиях, и открытие новых рукописей в разных частях Индии Тхакуром в 1957 году и Джамбувиджаяджи в 1961 году, а также критические исследования изданий предполагают, что текст, приписываемый Канаде, был систематизирован и окончательно доработан в период II—I вв до н. э., с возможностью того, что ключевые моменты учения могут быть намного старше. Во многих индуистских текстах, датированные I—II вв н. э., такие как Махавибхаса и Джнянапрастхана из Кушанского царства, приведены цитаты и комментарии доктрины Канады. Его идеи также упоминаются в буддийских текстах того же периода, приписываемых Ашвагхоше.
В джайнистской литературе он упоминается как Сад-улука, что означает «Улука, который проповедовал учение о шести категориях». Его философия Вайшешика также появляется с альтернативным названием «Философия Аулукья», полученным от прозвища Улука (буквально сова или ночной поедатель зерен).
Канада оказал влияние на индийскую философию, и в различных текстах он появляется под альтернативными именами, такими как Кашьяпа, Улука, Кананда, Канабхук и др.

## Идеи
Физика занимает центральное место в утверждении Канады о том, что все познаваемое основано на движении. Его приписывание центральной роли физике в понимании Вселенной также следует из его принципов инвариантности. Например, он заявлял, что атом должен быть сферическим, поскольку он должен быть одинаковым во всех измерениях. Он утверждает, что все вещества состоят из четырех типов атомов, два из которых имеют массу, а два — безмассовые.
Канада представляет свою работу в более широких моральных рамках, определяя Дхарму как то, что приносит материальный прогресс и высшее благо. Он утверждал, что Веды заслужили уважение, потому что они учат такой Дхарме, и что-то не является Дхармой просто потому, что находится в Ведах.
Канада и ранние последователи вайшешики сосредоточили свое внимание на законах эволюции Вселенной. Однако для его времени в этом не было ничего необычного, несколько основных ранних школ индуистской философии, такие как санкхья, ньяя, миманса, некоторые школы йоги и веданты, а также неведические школы, такие как джайнизм и буддизм, также не были не-теистическими. Канада был среди тех ученых Индии, которые верили в способность человека понять существование и достичь мокши самостоятельно, без Бога, идея, резюмированная Ницше как вера в то, что «с благочестием и знанием Вед нет ничего невозможного».
Трактат гласит:
- Существует девять составляющих реальности: четыре класса атомов (земля, вода, свет и воздух), пространство (акаша), время (кала), направление (диша), вечный дух (Атман), разум (манас).
- Каждый объект творения состоит из атомов (параману), которые, в свою очередь, соединяются друг с другом, образуя молекулы (ану). Атомы вечны, и их комбинации составляют эмпирический материальный мир.
- Индивидуальные души вечны и какое-то время наполняют материальные тела.
- Существует шесть категорий (падартха) опыта: субстанция, качество, активность, общность, особенность и неотделимость.

Некоторые черты субстанций (дравья) представлены как цвет, вкус, запах, прикосновение, число, размер, разделение, соединение и разъединение, первенство и потомство, понимание, удовольствие и боль, влечение и отвращение, а также желания. Таким образом, идея подразделения распространяется и на аналитические категории, что объясняет его близость к ньяе.
Помимо этого, Канада, возможно, представил законы движения, открытые Ньютоном, как часть Вайшешика-сутры.

Это означает, что действие на объекты порождает движение. Внешнее действие, являющееся направлением, заставляет движение быть направленным. Равное и противоположное действие может нейтрализовать движение.
Оригинальный текст (санскрит)वेगः निमित्तविशेषात कर्मणो जायते। वेगः निमित्तापेक्षात कर्मणो जायते नियतदिक क्रियाप्रबन्धहेतु। वेगः संयोगविशेषविरोधी॥

### Наблюдения и теории
В пятой главе Вайшешика-сутры Канада упоминает различные эмпирические наблюдения и природные явления, такие как падение предметов на землю, подъем огня и тепла вверх, рост травы вверх, характер дождя и т. д. грозы, поток жидкостей, притяжение к магниту, задается вопросом, почему эти вещи происходят, затем пытается объединить свои наблюдения с теориями об атомах, молекулах и их взаимодействии. Он классифицирует наблюдаемые события на две категории: вызванные волей и вызванные соединением субъект-объект. Его представление о наблюдателе, то есть о субъекте, отличном от объективной реальности, полностью согласуется с Ведантой, которая говорит о разнице между знанием «апара» и «пара», где «апара» представляет нормальное ассоциативное знание, тогда как «пара» представляет собой более глубокое субъективное знание.

### Концепция атома
Канада полагал, что параману (атом) — это неразрушимая частица материи. Атом неделим, потому что это состояние, к которому нельзя отнести измерение. Он использовал аргументы инвариантности для определения свойств атомов. Он также заявил, что у ану может быть два состояния — абсолютный покой и состояние движения.
Приверженцы философской школы, основанной Канадой, считали атом неразрушимым, а значит, и вечным. Они считали атомы крошечными объектами, невидимыми невооруженным глазом. Вайшешики также считали, что атомы одного и того же вещества соединяются друг с другом, образуя двьянуку (двухатомные молекулы) и трьянуку (трехатомные молекулы). Канада также выдвинул идею о том, что атомы можно комбинировать различными способами, чтобы производить химические изменения в присутствии других факторов, таких как тепло. В качестве примеров этого явления он привел почернение глиняного горшка и созревание плодов. Канада постулировал четыре различных типа атомов: два с массой и два без нее. Предполагается, что каждое вещество состоит из всех четырех видов атомов. Представление Канады об атоме, вероятно, не зависело от аналогичных представлений древних греков из-за различий между теориями. Например, Канада предположил, что атомы как строительные блоки различаются как качественно, так и количественно, в то время как греки предполагали, что атомы различаются только количественно, но не качественно.